# Canta/Una ragazza moderna
Canta/Una ragazza moderna è un singolo della cantante italiana Annarita Spinaci pubblicato dalla casa discografica Philips nel 1967.

## Descrizione
Con il brano Canta Annarita Spinaci ha partecipato al Festival delle Rose 1967.
Il brano Una ragazza moderna è la cover italiana del brano Modern day fish.

## Tracce
1. Canta (Di Antonio De Vita, Franco Castellano e Herbert Pagani
2. Una ragazza moderna (Di Di Gianni Argenio e Norman Greenbaum